# Suden uni
Albums de Moonsorrow
Voimasta Ja Kunniasta
Suden Uni (Le Rêve du Loup) est le premier album du groupe finlandais Moonsorrow. La version originale, sortie initialement en 2001, fut rééditée par la suite en 2003 avec un DVD en bonus. 

## Liste des titres
CD
1. Ukkosenjumalan Poika
2. Köyliönjärven Jäällä (Pakanavedet II)
3. Kuin Ikuinen
4. Tuulen Koti, Aaltojen Koti
5. Pakanajuhla
6. 1065: Aika
7. Suden Uni
8. Tulkaapa Aijät ! (bonus)

DVD
1. Sankarihauta (Clip)
2. Jumalten Kaupunki (Clip)
3. Jumalten Kaupunki (Live au Tuska Open Air Metal Festival 2003)
4. Sankarihauta (Live au Tuska Open Air Metal Festival 2003)
5. Kylan Päässä (Live au Tuska Open Air Metal Festival 2003)
6. Unohduksen Lapsi (Live au Tuska Open Air Metal Festival 2003)

## Musiciens
- Ville Sorvali - Chant, basse, chœurs
- Henri Sorvali - Chant clair, guitares, synthétiseurs, accordéon, guimbarde, chœurs
- Marko Tarvonen - Batterie, timpani, chant, chœurs